# バクモンドウ
バクモンドウ（麦門冬）は、ジャノヒゲの根である。所々太く、紡錘形である。
日本薬局方に収録の生薬である。鎮咳・強壮などに用いる。麦門冬湯（ばくもんどうとう）、清肺湯（せいはいとう）などの漢方方剤に使われる。